# 塞莱斯特烟管鳚
塞萊斯特煙管鳚（學名：Chaenopsis celeste），為輻鰭魚綱鳚形目煙管鳚科煙管鳚屬的一種，分布於東太平洋哥斯大黎加至哥倫比亞海域，深度3至5公尺，本魚體細長，頭長，頭上沒有捲鬚，吻部尖銳，突出且狹窄，下頜尖端突出，口腔頂部前部有小牙齒，尾鰭圓形，與背鰭、臀鰭相連，身體呈半透明的淡棕色，中腰處有9個深色斑點，呈淡棕色條紋，一直延伸到背鰭基部，身體上有一條淡白色條紋，位於較暗的中央條紋的上方和下方，頭部一側有兩排三個不規則的深色斑點，眼睛後面的一個黑點，鰓蓋膜黑色和虹藍色，背鰭硬棘17枚、背鰭軟條36-38枚、臀鰭硬棘2枚、臀鰭軟條35-38枚，體長可達8公分，棲息在礫石底質海域，通常躲在多毛類空巢穴，雌魚產附著性卵，由雄魚守護魚卵，生活習性不明。